# 4 أكتوبر
- السبت
- الأحد
- الاثنين
- الثلاثاء
- الأربعاء
- الخميس
- الجمعة

- 275 ربيع الآخر 1447  هـ
- 286 ربيع الآخر 1447  هـ
- 297 ربيع الآخر 1447  هـ
- 308 ربيع الآخر 1447  هـ
- 19 ربيع الآخر 1447  هـ
- 210 ربيع الآخر 1447  هـ
- 311 ربيع الآخر 1447  هـ
- 412 ربيع الآخر 1447  هـ
- 513 ربيع الآخر 1447  هـ
- 614 ربيع الآخر 1447  هـ
- 715 ربيع الآخر 1447  هـ
- 816 ربيع الآخر 1447  هـ
- 917 ربيع الآخر 1447  هـ
- 1018 ربيع الآخر 1447  هـ
- 1119 ربيع الآخر 1447  هـ
- 1220 ربيع الآخر 1447  هـ
- 1321 ربيع الآخر 1447  هـ
- 1422 ربيع الآخر 1447  هـ
- 1523 ربيع الآخر 1447  هـ
- 1624 ربيع الآخر 1447  هـ
- 1725 ربيع الآخر 1447  هـ
- 1826 ربيع الآخر 1447  هـ
- 1927 ربيع الآخر 1447  هـ
- 2028 ربيع الآخر 1447  هـ
- 2129 ربيع الآخر 1447  هـ
- 2230 ربيع الآخر 1447  هـ
- 231 جمادى الأولى 1447  هـ
- 242 جمادى الأولى 1447  هـ
- 253 جمادى الأولى 1447  هـ
- 264 جمادى الأولى 1447  هـ
- 275 جمادى الأولى 1447  هـ
- 286 جمادى الأولى 1447  هـ
- 297 جمادى الأولى 1447  هـ
- 308 جمادى الأولى 1447  هـ
- 319 جمادى الأولى 1447  هـ

4 أكتوبر أو 4 تشرين الأوَّل أو يوم 4 \ 10 (اليوم الرابع من الشهر العاشر) هو اليوم السابع والسبعين بعد المئتين (277) من السنوات البسيطة، أو الثامن والسبعين بعد المئتين (278) في السنوات الكبيسة، وفقًا للتقويم الميلادي الغربي (الغريغوري). يبقى بعده 88 يومًا على انتهاء السنة.

## أحداث
- 2 ق.م - ماركوس أنطونيوس وأوكتافيوس ينتصران في «معركة فيليبيا»، ويسودان الإمبراطورية الرومانية.
- 1227 - اغتيال الخليفة الموحدي عبد الله العادل.
- 1295 - مقتل الأيلخان المغولي بايدو بن طرقاي على يد الأمير نوروز بأمر من محمود غازان.
- 1511 - تشكيل العصبة المقدسة بين فرناندو الثاني والدولة البابوية وجمهورية البندقية ضد فرنسا.
- 1824 - الإعلان عن قيام الجمهورية في المكسيك.
- 1830 - بلجيكا تعلن استقلالها عن هولندا.
- 1853 - اندلاع حرب القرم بين الدولة العثمانية والإمبراطورية الروسية.
- 1920 - تأسيس النادي الإفريقي التونسي.
- 1921 - عصبة الأمم تقرر عدم مساعدة روسيا في مواجهة المجاعة التي تعرضت لها بسبب تدهور الاقتصاد وموجة الجفاف التي ضربت مساحات شاسعة بها، وذلك ردًا على استيلاء الشيوعيين على الحكم.
- 1925 - ثورة في حماة ضد الاحتلال الفرنسي بقيادة فوزي القاوقجي، سيطر الثوار السوريون على المدينة التي كانت وقتئذ ثالث أكبر مدن سوريا.
- 1946 - الرئيس الأمريكي هاري ترومان يطلب من المملكة المتحدة السماح من جديد بهجرة اليهود إلى فلسطين.
- 1957 - الاتحاد السوفيتي يطلق أول قمر صناعي في العالم وهو سبوتنك-1.
- 1958 - الإعلان عن دستور الجمهورية الخامسة في فرنسا والذي وافق عليه أكثر من 79% من الفرنسيين في استفتاء.
- 1959 - المسبار السوفيتي «لونا 3» يلتقط ثلاث صور للجهة المظلمة من القمر.
- 1962 - الحسن بن يحيى حميد الدين يؤلف حكومة في صعدة لمقاومة انقلاب العقيد عبد الله السلال الذي أطاح بالمملكة المتوكلية اليمنية.
- 1963 - العراق يعترف رسميًا باستقلال الكويت وسيادتها على أراضيها.
- 1966 - استقلال ليسوتو عن المملكة المتحدة.
- 1967 - سلطان بروناي عمر علي سيف الدين الثالث يتنازل عن العرش لإبنه حسن البلقيه.
- 1969 - جمهورية الصين الشعبية تعلن عن إجراءها تجربتين نوويتين.
- 1990 - البرلمان الألماني يعقد اجتماعه الأول بعد إعادة توحيد ألمانيا.
- 1993 - الجيش الروسي يطلق مدافعه على مقر البرلمان الروسي ويعتقل زعماءه.
- 1992 - طائرة نقل إسرائيلية تسقط على حي سكني في أمستردام بهولندا بحمولتها من المواد الكيماوية التي تدخل في تكوين غاز السارين السام، وأدى السقوط إلى مقتل 48 شخص وتسبب أضرارًا غير محددة.
- 1999 - الحكم على الأستاذ في جامعة الكويت أحمد البغدادي بالسجن شهرًا وذلك بتهمة الطعن في ثوابت الشريعة الإسلامية، وقد عفى عنه أمير الكويت الشيخ جابر الأحمد الصباح قبل اكتمال مدة سجنه.
- 2001 - حلف شمال الأطلسي يمنح الولايات المتحدة حق استخدام المجالات الجوية ومرافئ الدول الأعضاء فيه ويوافق على نشر سفن للإنذار المبكر في إطار الحرب على الإرهاب.
- 2012 - عاهل الأردن عبد الله الثاني يصدر إرادة ملكية بحل البرلمان والدعوة لإجراء انتخابات نيابية مبكرة قبل نهاية 2012.
- 2016 - الإعلان عن فوز ديفيد ثاوليس ودنكن هالداين ومايكل كوسترليتز بجائزة نوبل في الفيزياء لعام 2016 لأعمالهم حول التحول الطوري والمراحل الطوبولوجية للمادة.
- 2017 - فوز كل من جاك دوبوشيه ويواخيم فرانك وريتشارد هندرسون بجائزة نوبل في الكيمياء لسنة 2017 لأبحاثهم في مجال المجهر الإلكتروني فائق البرودة.
- 2021 -
  - شلل تقني عالمي في الإنترنت خصوصًا تطبيقات فيسبوك .[1]
  - حصول العالمين الأمريكيين آرديم باتابوتيان وديفيد جوليوس على جائزة نوبل في الطب.
  - انتخاب فوميو كيشيدا رئيسًا لوزراء اليابان.
- 2022 - فوز كل من آلان أسبيه وجون كلوزر وأنطون تسايلينغر بجائزة نوبل في الفيزياء لعام 2022.

## مواليد
- 1136 - عبد المنعم الجلياني، 	طبيب وأديب الأندلسي.
- 1550 - الملك كارل التاسع، ملك السويد.
- 1720 - جوفاني باتيستا بيرانيزي، معماري إيطالي.
- 1787 - فرنسوا غيزو، سياسي ومؤرخ فرنسي.
- 1822 - رذرفورد هايز، رئيس الولايات المتحدة التاسع عشر.
- 1841 - برودنت دي مورايس، رئيس البرازيل الثالث.
- 1881 - فالتر فون براوخيتش، عسكري ألماني.
- 1895 - باستر كيتون، ممثل ومخرج أمريكي.
- 1902 - فرانسيسكو تامايو تيبيس، عالم نبات فنزويلي.
- 1903 - إرنست كالتينبرونر، عسكري ألماني.
- 1916 - فيتالي غينزبورغ، عالم فيزياء روسي حاصل على جائزة نوبل في الفيزياء عام 2003.
- 1918 - كينيتشي فوكوي، عالم كيمياء ياباني حاصل على جائزة نوبل في الكيمياء عام 1981.
- 1923 - شارلتون هيستون، ممثل أمريكي.
- 1928 - آلفين توفلر، كاتب ومفكر أمريكي.
- 1931 - ريتشارد رورتي، فيلسوف أمريكي.
- 1933 - جيري سومرز، لاعب ومدرب كرة قدم إنجليزي.
- 1938 - كورت فوتريخ، عالم كيمياء سويسري حاصل على جائزة نوبل في الكيمياء عام 2002.
- 1940 - شمس البارودي، ممثلة مصرية.
- 1941 - آن رايس، كاتبة أمريكية.
- 1942 - يوهانا سيغوردوتيير، رئيسة وزراء آيسلندا.
- 1943 - فلورين بيتيش، ممثل ومخرج روماني.
- 1946 -
  - سوزان سارندون، ممثلة أمريكية.
  - مايك مولن، رئيس هيئة الأركان المشتركة الأمريكية.
- 1949 - أرماند أسانتي، ممثل أمريكي.
- 1953 - تشاكي كاريو، ممثل فرنسي من أصل تركي.
- 1955 - خورخي فالدانو، لاعب كرة قدم أرجنتيني.
- 1956 - كريستوف فالتز، ممثل نمساوي.
- 1961 - كازكي تاكاهاشي، رسام مانغا ياباني.
- 1964 - عبد الله فرحات، حقوقي وأكاديمي وسياسي لبناني.
- 1965 - عبد العزيز المسلم، ممثل كويتي.
- 1967 -
  - صابرين، ممثلة مصرية.
  - ييف شرايبر، ممثل أمريكي.
- 1975 -
  - خالد البريكي، ممثل سعودي مقيم في الكويت.
  - كريستيانو لوكاريلي، لاعب كرة قدم إيطالي.
- 1976 -
  - أليسيا سيلفرستون، ممثلة أمريكية.
  - ماورو كامورانيزي، لاعب كرة قدم إيطالي.
- 1979 -
  - راشيل لي كوك، ممثلة أمريكية.
  - بورن بهاو، لاعب كرة مضرب ألماني.
- 1980 - توماس روزيتسكي، لاعب كرة قدم تشيكي.
- 1984 - لينا كاتينا، مغنية روسية.

## وفيات
- 1669 - رامبرانت، رسام هولندي.
- 1747 - أمارو رودريغز، هو قرصان وتاجر إسباني.
- 1904 - فريديريك أوغست بارتولدي، نحات فرنسي قام بصنع تمثال الحرية.
- 1911 - محمد كاظم الخراساني المعروف ب«آخوند الخراساني» مرجع شيعي اثني عشري إيراني.
- 1944 - آل سميث، سياسي أمريكي.
- 1947 - ماكس بلانك، عالم فيزياء ألماني حاصل على جائزة نوبل في الفيزياء عام 1918.
- 1976 - محمد تقي النيسابوري، أديب وشاعر إيراني.
- 1982 - أحمد حسن البكر، رئيس العراق الثالث.
- 2000 - مايكل سميث، عالم كيمياء كندي حاصل على جائزة نوبل في الكيمياء عام 1993.
- 2002 - عبد المحسن الرفاعي، شاعر كويتي.
- 2007 - قاسم الناصر، عسكري أردني.
- 2009 - مرسيدس سوسا، مغنية أرجنتينية.
- 2010 - نورمان ويزدوم، ممثل بريطاني.
- 2013 - فون نجوين جياب، جنرال ووزير دفاع فيتنامي.
- 2022 - ماجدة عاصم، مذيعة تلفزيون مصرية.

## أعياد ومناسبات
- اليوم العالمي للحيوانات.
- عيد الاستقلال في ليسوتو.
- بداية أسبوع الفضاء العالمي.

## وصلات خارجية
- وكالة الأنباء القطريَّة: حدث في مثل هذا اليوم.
- أرشيف مصر: حدث في مثل هذا اليوم.
- BBC: حدث في مثل هذا اليوم.